# ثابت موكانوف
ثابت موكانوف (بالكازاخستانية: Сабит Мзанзанлы Мзанов، Sábıt Muqanuly Muqanov، بالروسية: Сабит Муканович Муканов، 26 أبريل 1900 - 18 أبريل 1973)، كان شاعرًا وكاتبًا وأكاديميًا كازاخستانيًا وسوفيتيًا. كان رئيسًا لاتحاد كتاب كازاخستان في عامي 1936 و1937 ومرة أخرى من عام 1943 إلى عام 1952.
ولد ثابت موكانوف لعائلة مسلمة في توزار فولوست في منطقة أكمولينسك (منطقة شمال كازاخستان حاليًا). عملت عائلته في الغالب في تربية الماشية وشاركت في الحرب الأهلية من عام 1918 إلى عام 1920. درس في معهد الأستاذية الحمراء من عام 1930 إلى عام 1935. كانت روايات موكانوف الأولى هي ابن باي (1928)، والحب الخالص (1931)، وتيميرتاس (حجر الحديد) (1935).
كان موكانوف مؤلفًا للعديد من الروايات، مثل "بوتاغوز" و"سيرداريا" والثلاثية السيرة الذاتية "مدرسة الحياة". درس موكانوف تاريخ ونظرية الأدب، وخاصة الأدب الكازاخستاني في القرنين التاسع عشر والعشرين، مثل أعمال كتاب النثر والشعر الكازاخستانيين كساكن سيفولين ومختار أويزوف وتاير زاروكوف وعبد الله تازهيبايف. كما بحث في التراث العلمي والأدبي لشوكان أوليخانوف وأباي قونانبايولي وكان أول من شرح حياة وأعمال الشاعر الكازاخستاني العظيم زامبيل زابايولي. في عام 1974 نُشر عمله في علم وصف الأعراق البشرية "التراث الوطني" بعد وفاته، والذي تضمن بحثًا عن التقاليد الشعبية القديمة، والشيزيرة، واقتصاد وحياة الكازاخستانيين ما قبل الثورة، وحياتهم المادية والروحية.
توفي عام 1973 في ألماتي، كازاخستان. يقع مجمع متحف س. موكانوف و ج. موسريبوف في ألماتي.